# Municipio de Jackson (condado de Decatur)
El municipio de Jackson (en inglés: Jackson Township) es un municipio ubicado en el condado de Decatur en el estado estadounidense de Indiana. En el año 2010 tenía una población de 988 habitantes y una densidad poblacional de 9,47 personas por km².

## Geografía
El municipio de Jackson se encuentra ubicado en las coordenadas 39°11′53″N 85°38′28″O / 39.19806, -85.64111. Según la Oficina del Censo de los Estados Unidos, el municipio tiene una superficie total de 104.35 km², de la cual 104,3 km² corresponden a tierra firme y (0,05 %) 0,05 km² es agua.

## Demografía
Según el censo de 2010, había 988 personas residiendo en el municipio de Jackson. La densidad de población era de 9,47 hab./km². De los 988 habitantes, el municipio de Jackson estaba compuesto por el 99,19 % blancos, el 0,1 % eran afroamericanos, el 0,2 % eran de otras razas y el 0,51 % eran de una mezcla de razas. Del total de la población el 0,71 % eran hispanos o latinos de cualquier raza.